# Венрай
Венрай (нидерл. Venray, лимб. Venroj) — община и город в нидерландской провинции Лимбург. Расположена в северной части провинции. Площадь составляет 146,36 км². Население по данным на январь 2007 года — 39 078 человека. Плотность населения — 268 чел/км².
На территории города располагается европейский склад Xerox.
Населённые пункты на территории общины включают: Blitterswijck, Castenray, Geijsteren, Heide, Leunen, Merselo, Oirlo, Oostrum, Smakt, Venray, Veulen, Vredepeel, Wanssum и Ysselsteyn.